# Farinole
 Farinole  (tiếng Corse: Ferringule) là một xã ở tỉnh Haute-Corse trên đảo Corse, Pháp. Xã này có diện tích 14,76 km², dân số năm 1999 là 179 người. Khu vực này có độ cao trung bình 200 mét trên mực nước biển.